# Burg Gmünd
Die Burg Gmünd, auch Alte Burg genannt, ist die Ruine einer spätmittelalterlichen Höhenburg oberhalb von Gmünd in Kärnten, Österreich.

## Lage
Die Burgruine befindet sich im Liesertal auf einem nach Süden steil abfallenden Geländesporn nördlich oberhalb der Stadt Gmünd in Kärnten. Von dieser führen sowohl westlich als auch östlich Wege zur Burg. Weiter westlich führt ein unbefestigter Fahrweg auf den Hügel zur Burg. Auch von Norden kann die Burg über ein Privatgrundstück mittels Fahrzeug erreicht werden.

## Geschichte

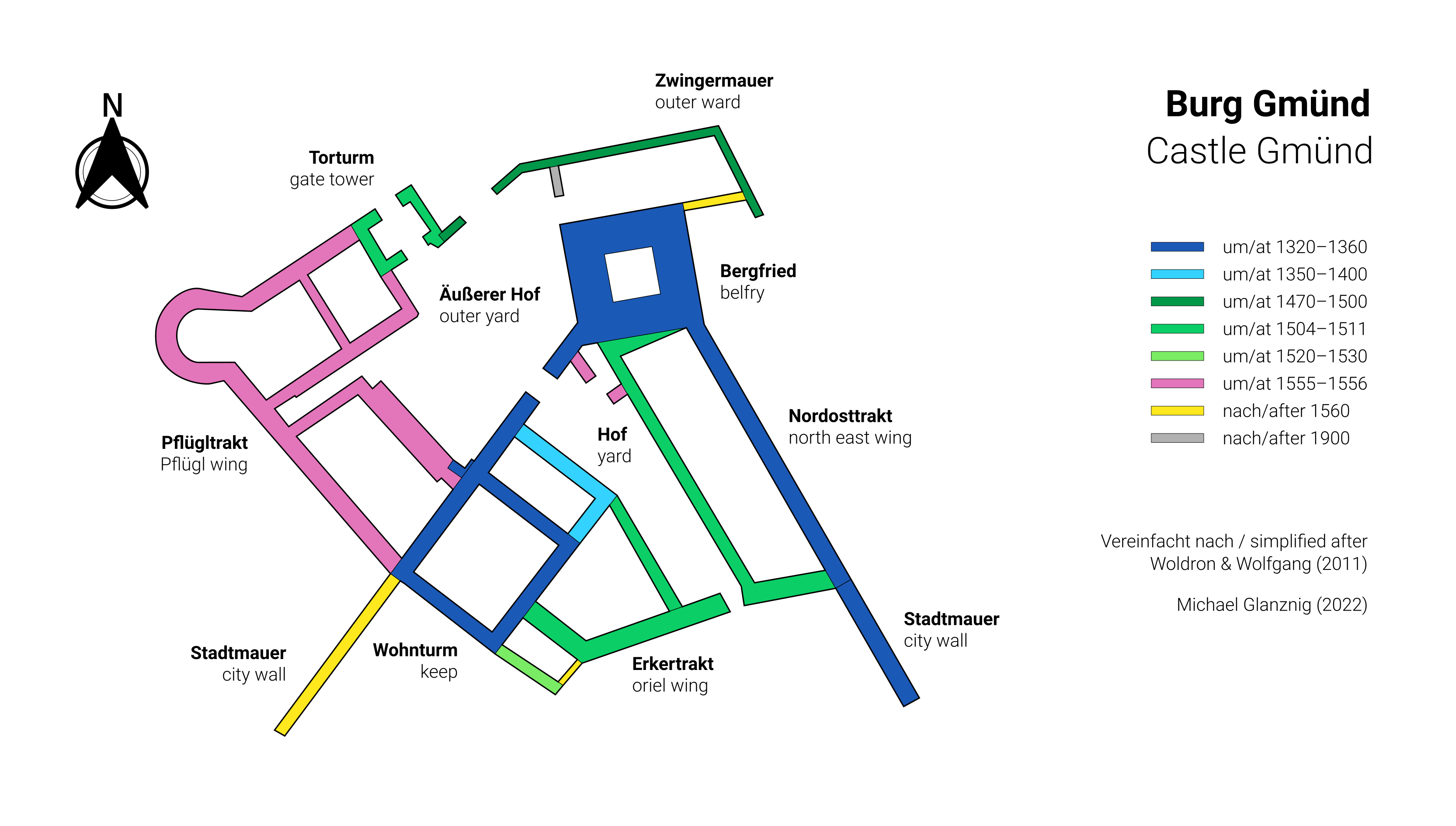
Schematische Darstellung der Burg Gmünd mit Baualter der Gebäudeteile

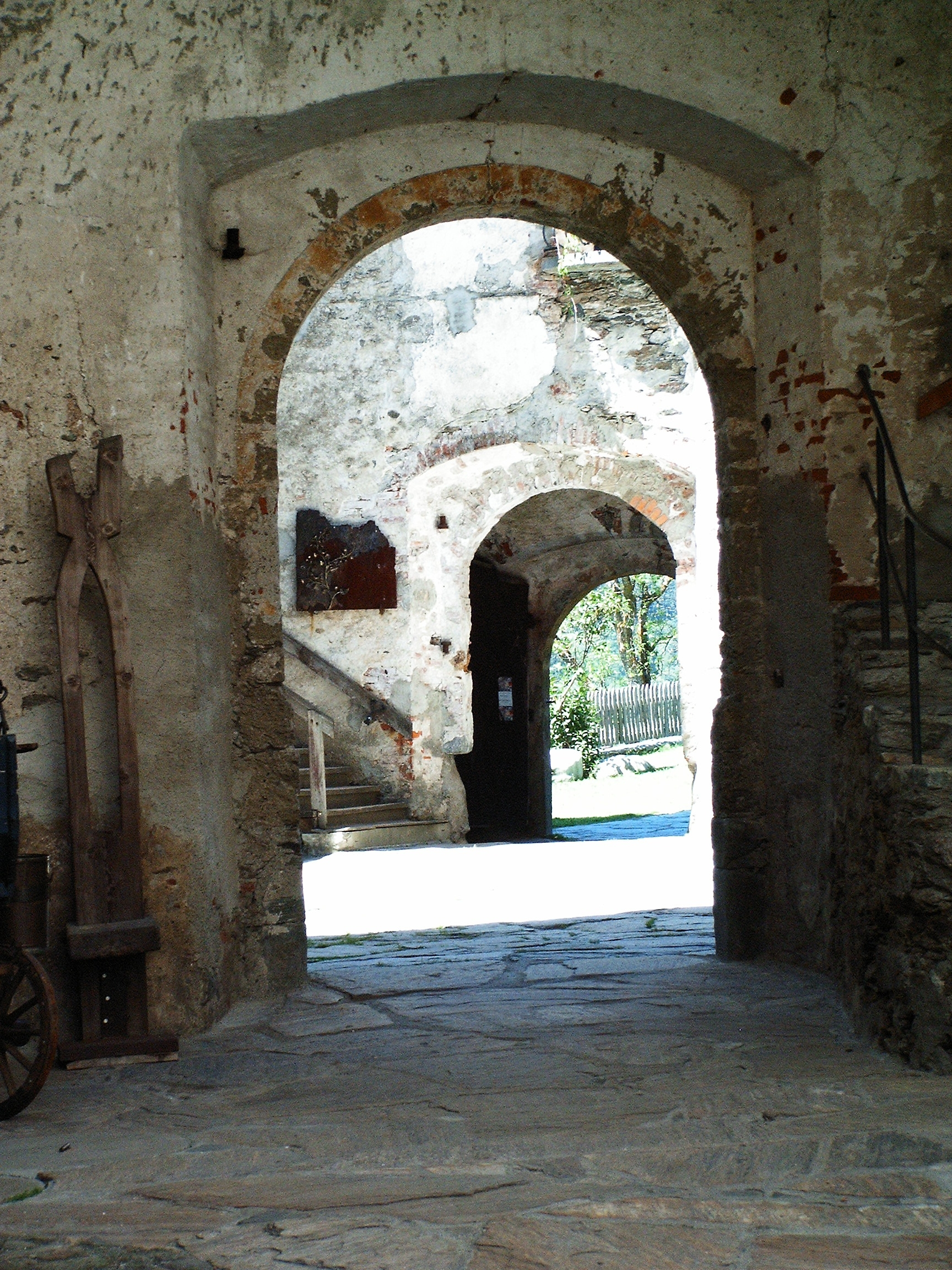
Blick vom Innenhof nach Norden Richtung Zwingertor (2006)

Die Burg Gmünd wurde im 14. Jahrhundert im Zuge der Erweiterung der Stadt nach Nordwesten errichtet, als der zum Erzstift Salzburg gehörende Markt zur Stadt erhoben wurde (1346) und kräftig wuchs. Eine bereits 1292 urkundlich erwähnte Burg in Gmünd wird nunmehr dem in der südwestlichen Ecke der Stadt gelegenen Amthof zugeordnet, da in der heutigen Alten Burg keine Bausubstanz aus dem 13. Jahrhundert gefunden wurde. Ursprünglich bestand die Burg aus einem fünfgeschoßigen Wohnturm und dem ebenfalls fünfgeschoßigen Bergfried mit zugehörigen Mauern, die in die Stadtmauer eingebunden wurden. Die erste Bauphase wird auf 1320–1360 datiert. Danach wurde die Burg öfter erweitert oder umgebaut. Um 1350–1400 wurde der Wohnturm nach Nordosten erweitert und um ein Geschoß erhöht.
Da der Salzburger Erzbischof Bernhard von Rohr in einer Auseinandersetzung mit Kaiser Friedrich III. dem König in Ungarn Matthias Corvinus in seinen Besitzungen das Besatzungsrecht einräumte, besetzten 1480 ungarische Truppen Gmünd und führten Raubzüge und Plünderungen in der Umgebung durch. Die Kärntner Landstände setzten diesem Treiben 1487 durch eine Belagerung und den Beschuss von Gmünd mit einer Kartaune und kleineren Geschützen schließlich ein Ende. Dabei wurde die Burg schwer beschädigt, die Ungarn mussten abziehen und Gmünd fiel an den Kaiser. 1502 verkaufte Maximilian I., der Sohn Friedrichs, Gmünd an den Salzburger Erzbischof Leonhard von Keutschach, behielt sich aber das Wiederkaufsrecht vor. 1504 wurde die Stadt bei einem Stadtbrand verwüstet, dieser dürfte auch die Burg beschädigt haben.
Gemeinsam mit der Stadt wurde auch der Burg eine Zwingermauer vorgelagert, die auf 1470–1500 datiert wird. Daher ist es unklar, ob die Anlage dieser Mauer in die Zeit der Ungarn, in die kaiserliche Zeit oder in die Zeit von Leonhard von Keutschach fällt. Gesichert ist allerdings, dass der Erzbischof die nach der Belagerung und wohl auch dem Stadtbrand beschädigte Burg wiederherstellen und ausbauen ließ. Bestehende Bauteile erhielten neue Portal- und Fenstergewände, in den unteren Geschoßen wurden Gewölbe eingezogen und südlich und nordöstlich kamen zwei Trakte dazu. Außerdem wurde nördlich beim Zwinger ein neuer zweigeschoßiger Torturm errichtet. Diese Bauteile werden auf 1504–1511 datiert und werteten die Burg beachtlich auf. 1525 kam es zu einem Aufstand von Bauern und Bergknappen. Diese besetzten Gmünd, konnten aber die Burg nicht einnehmen. Der Aufstand wurde mit Hilfe des Landesfürsten niedergeschlagen. In diese Zeit fällt auch ein Anbau an Wohnturm und Erkertrakt mit Gewölbe und zwei Wohngeschoßen.
1555 kaufte Kaiser Ferdinand I. Gmünd von Salzburg zurück und verpfändete es an Christoph Pflügl von Goldenstein. Dieser errichtete den fünfgeschoßigen westlichen Renaissancetrakt mit Rundturm, der an den Wohnturm anschließt und den Torturm des Zwingers überbaut. Weiters wurde der südwestliche Erkertrakt um ein Geschoß erhöht. 1607–1615 erfolgte unter Graf Rudolf von Raitenau durch Baumeister Daniel Deutta der Bau des Stadtschlosses, wodurch die Bedeutung der Burg als Sitz des Stadtherren abnahm. 1690 zerstörte ein Erdbeben Teile der Stadt Gmünd und beschädigte die Burg. 1886 zerstörte schließlich ein Brand die Burg, sie wurde zur Ruine und dem Verfall preisgegeben.
Beginnend ab 1971 und von 1977 bis 1980 wurden Sanierungsarbeiten unter wesentlicher Beteiligung des Stadtvereines Gmünd an der Burg durchgeführt, um das Gebäude vor dem kompletten Verfall zu bewahren. 1987 konnte die Burg nach Sicherung der Bausubstanz zur öffentlichen Besichtigung freigegeben werden. Es wurden erste Veranstaltungen durchgeführt. Ab 1992 wurde ein Restaurant eingerichtet.

## Heutige Nutzung
In der Burg befindet sich seit 1992 ein Burgrestaurant mit Terrasse. Der Turm wird als Aussichtsturm genutzt und es gibt Führungen als Teil von Stadtführungen. Es finden diverse Veranstaltungen wie Konzerte, Kabarett, Lesungen oder schauspielerische Aufführungen in den Räumlichkeiten statt. Es gibt auch Kunstausstellungen.
Burgtheater Gmünd
Das Burgtheater Gmünd führt seit 1979 jedes Jahr im Sommer ein Theaterstück in der Burg auf.

## Sage

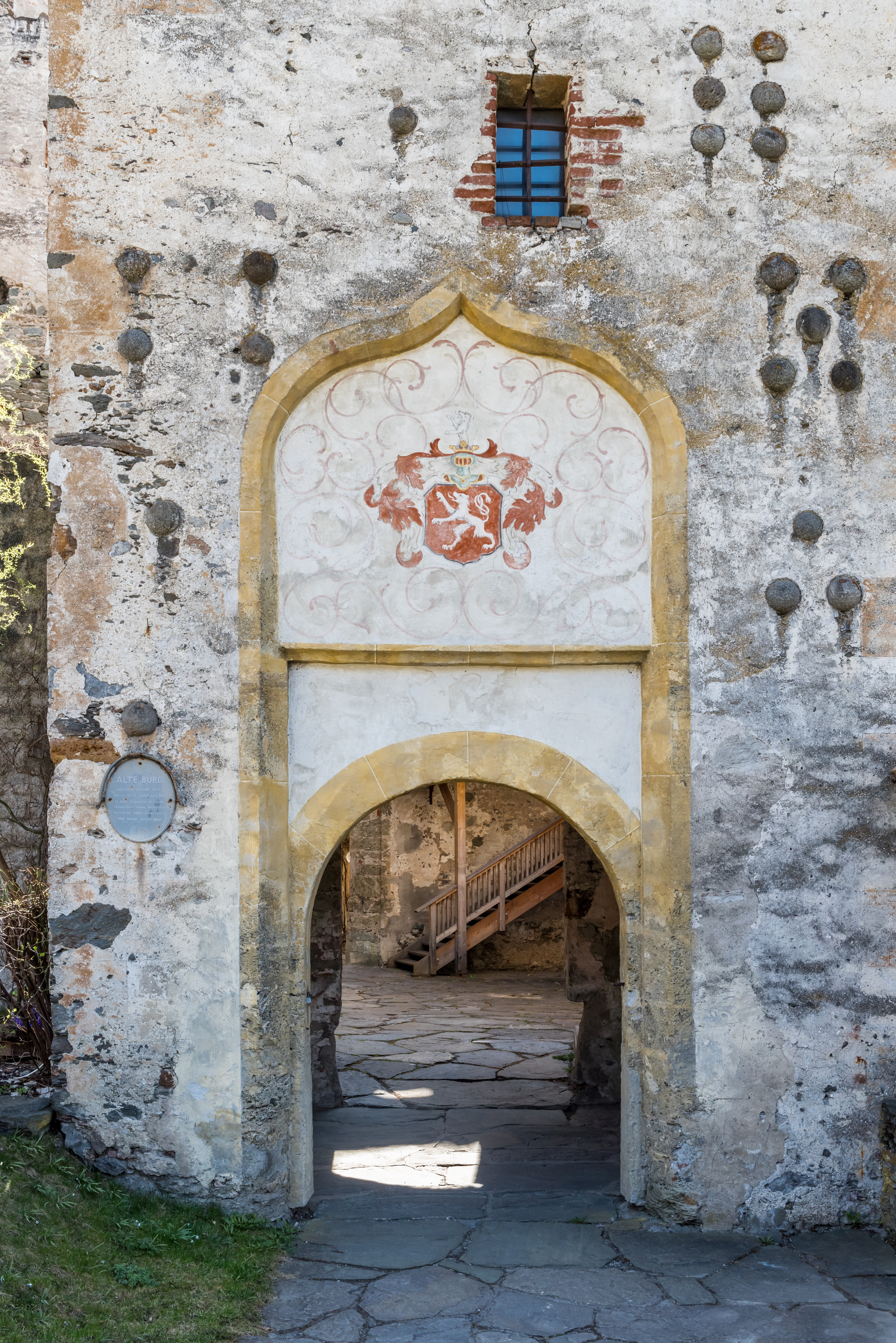
Zwingertor mit Würfelfeldern

Aus einer Sage unbekannter Deutung und Überlieferung geht hervor, dass drei Landsknechte unermessliche Schätze erbeutet haben sollen. Sie beschlossen, um den ganzen Gewinn zu würfeln. Der Gewinner kaufte Land und Leute und erbaute die Burg, verlor aber alles wieder so, wie er es gewonnen hatte. Am Zwingertor der Burg finden sich in die Mauer eingelassene Steinkugeln, die wie Würfelfelder angeordnet sind.